# 중부대학교
중부대학교(中部大學校, Joongbu University)는 대한민국 충청남도 금산군과 경기도 고양시의 사립 대학이다.

## 연혁
중부대학교가 태동한 것은 대전중앙교회 담임이었고 예장합동 총회장을 지냈던 이영수 (목사)가 1983년 3월 4일 「사립학교법」 제10조의 규정에 의해 정식으로 중부학원 설립을 허가받고 개교하면서였다. 중부학원의 설립인가에 발맞추어 재단에서는 1983년 11월30일에 정식으로 중부신학교 설립허가를 신청하여, 1984년 2월 29일「교육법」제85조의 규정에 의거하여 대학의 설립인가를 받았다. 1990년 5월에 현 재단이 취임하여 1995년 3월1일 중부대학교로 교명을 변경하였다.
- 1983년 3월 4일 : 학교법인 중부학원 설립 인가
- 1984년 2월 29일 : 중부신학교 인가
- 1984년 12월 17일 : 중부사회산업학교로 교명 변경
- 1990년 5월 30일 : 이사장 이보연 박사 취임
- 1992년 12월 23일 : 중부대학 설립 인가
- 1993년 3월 1일 : 중부대학 개교
- 1995년 3월 1일 : 중부대학교로 교명 변경
- 2001년 7월 26일 : 일반대학원 및 원격대학원 설립 인가
- 2004년 8월 1일 : 지역혁신특성화 시범사업 선정 (산업자원부)
- 2005년 5월 19일 : 입학정원 2,235명
- 2006년 7월 1일 : 지역혁신특성화시범사업 3차 년도 계속사업 선정 (산업자원부)
- 2013년 6월 12일 : 지역특화산업육성사업 기업지원분야 선정(산업통상자원부)
- 2013년 7월 31일 : 대학교육역량강화사업 선정(교육부)
- 2014년 5월 8일 : 2014년 산학협력선도대학(LINC) 육성사업 신규 선정(교육부)
- 2014년 7월 1일 : 2014년 대학특성화 사업 선정(교육부)
- 2015년 3월 1일 : 중부대학교 고양캠퍼스 개교(22개 학과, 입학정원 865명)
- 2017년 2월 17일 : 교육국제화역량 인증대학 선정(교육부)
- 2018년 9월 3일 : 대학기본역량진단 “자율개선대학” 선정 (교육부)
- 2021년 9월 3일 : 대학기본역량진단"일반재정지원대학"선정 (교육부)
- 2021년 12월 10일 : 동물보건사 양성기관 평가인증(농림 축산 식품부,인증기간: 2021.12.10 ~ 2023.11.17)

## 역대 총장
- 1대 이광진 (1995년 3월 ~ 1997년 2월)
- 2대 장병규 (1997년 3월 ~ 2001년 2월)
- 3대 이호일 (2001년 3월 ~ 2005년 2월)
- 4대 이건영 (2005년 3월 ~ 2007년 2월)
- 5대 최희선 (2007년 3월 ~ 2011년 2월)
- 6~7대 임동호 (2011년 3월 ~ 2015년 8월)
- 8대 홍승용 (2015년 9월 ~ 2018년 8월)
- 9대 엄상현 (2018년 9월 ~ 2021년 8월)
- 10대 권대봉 (2021년 9월 ~ 2022년 6월 29일)[3]
- 11대 이정렬 (2022년 9월 ~ )

## 참조
1. ↑  “기독신보”. 2021년 12월 4일에 확인함.
2. ↑  “남부개혁대학·신대원 이광진 총장 - 2대 총장 취임 후 제 2의 학교 발전 견인”. 2021년 7월 8일. 2021년 12월 4일에 확인함.
3. ↑  총장 재임 중인 별세